# Slash (glasbenik)
Saul Hudson, bolj poznan kot Slash, britansko- ameriški kitarist in pisec besedil, * 23. julij 1965, Hampstead, London. 
Slash je bil vodilni kitarist hard rock skupine Guns N' Roses. Med letoma 2002 in 2012 je bil tudi član skupine Velvet Revolver. Nastopal je tudi z Michaelom Jacksonom, Lennyjem Kravitzom, Paulom Rogersom, Iggy Popom, Brianom Mayem, itd. Leta 2016 se je vrnil v Guns N' Roses. Bil je član skupin:
- Guns N' Roses (1985 - 1996)
- Slash's Snakepit (1993 - 2001)
- Slash's Blues Ball (1996 - 1997)
- Velvet Revolver (2003 - 2015)
- Guns N' Roses (2016-)

Odraščal je v majhnem mestu Stoke-On-Trent v Angliji. Njegova starša sta bila povezana s šovbiznisom (mama modna oblikovalka, sodelovala tudi z Davidom Bowiejem, oče pa je kot direktor »art-designa« sodeloval z Neilom Youngom in Joni Mitchell).
Pri enajstih letih se je z očetom preselil v Los Angeles, medtem ko je mama ostala v Angliji. Njegovi dolgi lasje, jeans in pestra izbira majic, je bila preveč izstopajoča med ostalo mladino, tako da v tedanjem obdobju ni imel veliko prijateljev med sovrstniki. Zato pa so bili doma pogosto gostitelji znanim obrazom (Joni Mitchell, David Geffen, David Bowie, Iggy Pop itd.), od katerih je navzel nekaterih karakteristik.
V sredini sedemdesetih sta se njegova starša ločila, tako da se je Slash začasno preselil k babici, s katero se je zelo dobro razumel. Med bivanjem pri babici je odkril svoj nov hobi - vožnjo koles BMX. Pridružil se je skupini otrok in skupaj so se učili novih trikov in se udeleževali turnirjev - Slash je nekaj tekem odvozil celo kot profesionalnec in osvojil nekaj nagrad in denarja za svoje dosežke.
V srednji šoli je od babice dobil »svojo« prvo kitaro. Čeprav je imela samo eno struno, se je učil igrati nanjo. Sprva so nanj vplivali Led Zeppelini, Eric Clapton, Rolling Stonesi, Aerosmithi, Jimi Hendrix in Jeff Beck. Za večjo spremembo v načinu življenja je označil poslušanje Aerosmithov in njihovega albuma Rocks. Kmalu je strast do koles minila in v prvo vrsto je prišla kitara. Tudi do 12 ur na dan je posvečal igranju kitare in učenju novih riffov. Tudi ostali sovrstniki so ga boljše sprejemali in kmalu je igral v svojem prvem bendu. Šolo je pustil v 11. razredu in se posvetil losangeleški glasbeni sceni. Kmalu je spoznal Stevena Adlerja, skupaj sta ustanovila skupino Road Crew in iskala dobrega pevca. Takrat je spoznal Izzyja Stradlina, ki mu je zavrtel kaseto s posnetim petjem Axla. Skupaj so obiskali koncert, kjer je nastopal Axl Rose in Slash je takoj hotel postaviti njega za pevca v svojem bendu, toda stara prijatelja iz Indiane (Izzy in Axl) sta ostala skupaj. Medtem je iz Seattla v L. A. prišel Michael McKagan »Duff«, ki je videl Slashev časopisni oglas (iskal je basista). Pridružil se je bendu, tudi Axl in Izzy sta se pridružila ostali trojici in nastala je skupina Guns N' Roses.
Guns N' Roses so naslednjih nekaj let zaznamovali svetovno glasbeno prizorišče, Slash pa je iz skupine najbolj izstopal. Njegov zaščitni znak je bil cilinder na glavi in cigareta v ustih, skupaj z razpoznavnim načinom igranja na kitaro pa je pridobil mnoge oboževalce skupine širom sveta.
Po končani turneji Illusions leta 1993, je bend GN'R prenehal z nastopanjem za nekaj let, Slash pa se je posvetil stranskem projektu Snakepit. Skupaj s kolegi (Matt Sorum, Gilby Clarke (oba GN'R), Eric Dover in Mike Inez) je posnel album It's five o'clock somewhere in odšel na turnejo, kjer je bila zasedba Snakepitov malo drugačna - Gilby, Brian Tichy, James Lomenso in Eric Dover. Igrali so večinoma v manjših dvoranah, kar je bilo Slashu zelo všeč, saj je tako ohranjal pristen stik z občinstvom. Album je v mnogih državah doživel platinasto naklado in Slash je obljubil, da se bodo Snakepiti nekoč spet vrnili.
Poleti leta 1996 je bil Slash povabljen na bluesovski koncert v Budimpešto (Madžarska). Zbral je nekaj kolegov in odšli so v Evropo. Po tem koncertu je osnoval novo skupino, imenovano Slash's Blues Ball. Čeprav skupina nikoli ni posnela albuma, je veliko nastopala, ker so bili velik magnet za poslušalce in promotorje koncertov. 
Med vsemi temi dogodki je Slash čakal na ponovnen pričetek dela skupine Guns N' Roses. Skupaj z Axlom sta imela veliko pogovorov o glasbeni usmeritvi benda, Slash je hotel Gunse obdržati v svoji prvotni ideji (rock n' roll bend), Axl pa je želel v bendu več industrijskega, morda celo techno zvoka. Po neštetih pogovorih, telefonskih klicih, prerekanjih in prepirih, je nazadnje Slash oktobra 1996 zapustil Guns N' Roses. Za razlog je navedel prav razhajanje v glasbenih idejah z Axlom. Po končani zgodbi z GN'R je nadaljeval s koncertiranjem s skupino Slash's Blues Ball, do konca leta 1997 so igrali po vseh večjih klubih v Južni Kaliforniji.
Čeprav je želel ponovnega snidenja s kolegi iz GN'R (dejal je celo, da se bo vrnil, ko bo Axl pripravljen posneti nov rock n' roll album), se je Axl odločil po svoji volji, pripeljal v skupino neznane najete fante, tako da je Slash opustil vsakršno misel na vrnitev in obljubil, da se bo posvetil Snakepitom v celoti. Držal je svojo obljubo in pripeljal Snakepite nazaj na sceno. Imel je preko 300 demo posnetkov z glasbeniki, ki so želeli igrati z njim. Na koncu se je odločil za bobnarja Matta Lauga (igral je pri skupini Venice) in basista Johnnyja Griparica (Slash's Blues Ball). Ritem kitarist je bil sprva Ryan Roxie, kasneje pa Keri Kelli. Za vokalista pa je izbral Roda Jacksona.
Nov album Snakepitov je izšel 10. oktobra 2000 v ZDA z naslovom Ain't life grand. Turnejo so začeli kot predskupina za AC/DC na njihovi severnoameriški turneji. Kasneje so nadaljevali turnejo na Daljnem vzhodu, poželi dobre kritike oboževalcev in nato nadaljevali z igranjem po Evropi v decembru. V januarju so začeli z igranjem po klubih v ZDA, sprva je vse potekalo po načrtih, v začetku marca pa je Slash obležal v postelji z gripo in zato se je turneja končala. V maju 2001 so nadaljevali s preostankom turneje (Slash v bendu) in svoj zadnji koncert odigrali v juliju. Nato je sledil odmor in priprave na snemanje novega albuma. Ker je bilo časa med premorom očitno preveč, so fantje iz benda (brez Slasha) odločili napisati nekaj novih skladb, Slash pa je kasneje javno izjavil, da »Snakepiti ne obstajajo več«. Odločil se je, da bo posnel nekaj samostojnih projektov, ostali člani pa so se razkropili po drugih skupinah.
Kmalu je začel igrati skupaj z dvema nekdanjima »Gunnerjema«, Duffom in Mattom. To igranje je preraslo v resen projekt treh bivših GN'R članov. Tudi Izzy Stradlin se jim je pridružil za krajši čas in »The Project« (začasno ime benda) je imel pripravljenih več kot 40 skladb za snemanje. Izzy se je kmalu dokončno odločil, da ne želi biti del skupine, čeprav bi lahko vskočil za nekaj nastopov na turnejah in fantje so za drugega kitarista izbrali nekdanjega člana Duffovega benda Loaded, Dava Kushnerja. V začetku leta 2003 je imel The Project avdicijo za glavnega pevca skupine, na koncu so se odločili za Scotta Weilanda, nekdanjega člana skupine Stone Temple Pilots. Preimenovali so se v Velvet Revolver in odigrali svoj prvi koncert v klubu El Rey v Los Angelesu. Izdali so tudi skladbi za uradno filmsko glasbo The Hulk in The Italian Job, našli pa so tudi založbo (RCA). Njihova prva plošča naj bi izšla do konca leta 2003, a so pevčevi nenehni problemi z drogo oddaljevali izid plošče še v leto 2004 in tako je Contraband izšel 8. junija 2004. Medtem, ko je bil Scott na rehabilitaciji, sta Slash in Duff promovirala izdano ploščo, obljubila sta tudi svetovno turnejo, ko bo skupina spet popolna. Njihov prvi singl je bila skladba »Slither«, za katero so posneli svoj prvi videospot, sledila je balada »Fall To Pieces« (spot) in tretja uspešnica, »Dirty Little Thing« (spot). Bend je prejel več nominacij za nagrado grammy, prejeli pa so enega v kategoriji Best Rock Guitar Performance (za skladbo »Slither«). Med svojo svetovno turnejo so 14. junija 2005 nastopili tudi v Sloveniji, in sicer v ljubljanskih Križankah, ki so bile do konca razprodane. Po končani turneji so se VR zaprli v studio, kjer so pripravili nove skladbe za nov album, ki naj bi bil za razliko od prvenca malo bolj stilsko izbran (podobnost med GN'R Appetiteom in UYI) in naj bi izšel v prvih poletnih dneh leta 2006.
Oktobra 2000 se je poročil s Perlo, par ima dva sinova (3-letni London in 1-letni Cash Anthony).